# Судова палінологія
Судова палінологія це вивчення пилку, його ідентифікація, визначення де і коли він потрапив на об'єкт, для того, щоб дізнатия, чи тіло або інший досліджуваний об'єкт був на певному місці в певний час.
Пилок може надати багато інформації про те, де знаходилися особа або об'єкт, тому що регіони світи, чи навіть більш конкретні розташування, такі як певні зарості дерев чи кущів, будуть мати певний конкретний набір видів пилку.  З пилку можна також отримати відомості про те, в яку пору року певний об'єкт був забруднений пилком. Пилок допомагав досліджувати масові поховання у Боснії,  спіймати грабіжника, який зачепив кущі Hypericum протягом злочину, і навіть був запропонований як складова для куль, для їх відслідковування.
Наприклад, труп може бути знайдений в лісі, і одежа може містити пилок, який з'явився після настання смерті (час смерті може бути визначений засобами судової ентомології), але в іншому місці, ніж те, де було знайдено тіло. Це свідчитиме про те, що тіло було перенесено.